# Burg Werth
Die Burg Werth ist eine abgegangene Wasserburg in Werth, einem Ortsteil der nordrhein-westfälischen Stadt Isselburg, nahe der Grenze zu den Niederlanden. 
Der Burghügel ist erhalten und im Stadtbild gut zu erkennen, jedoch sind keine sichtbaren Mauerreste mehr vorhanden. Nur das zur Werther Stadtbefestigung gehörende Torhaus, das der Burg vorgelagert war und zu ihrer Vorverteidigung genutzt wurde, steht immer noch und wurde lange Zeit als Rathaus genutzt. Heute ist es in Privatbesitz und dient als Kulturzentrum. Auf den Grundmauern des ehemaligen Haupthauses der Burg steht heute die katholische Kirche St. Peter und Paul. Sie ist deshalb nicht in Ost-West-, sondern in Nord-Süd-Richtung ausgerichtet. Auf dem heutigen Kirchplatz, dem ehemaligen Innenhof der Kernburg, sind die Mauerzüge der Burg durch die Pflasterung hervorgehoben, ein Brunnen ist wieder aufgemauert.

## Geschichte

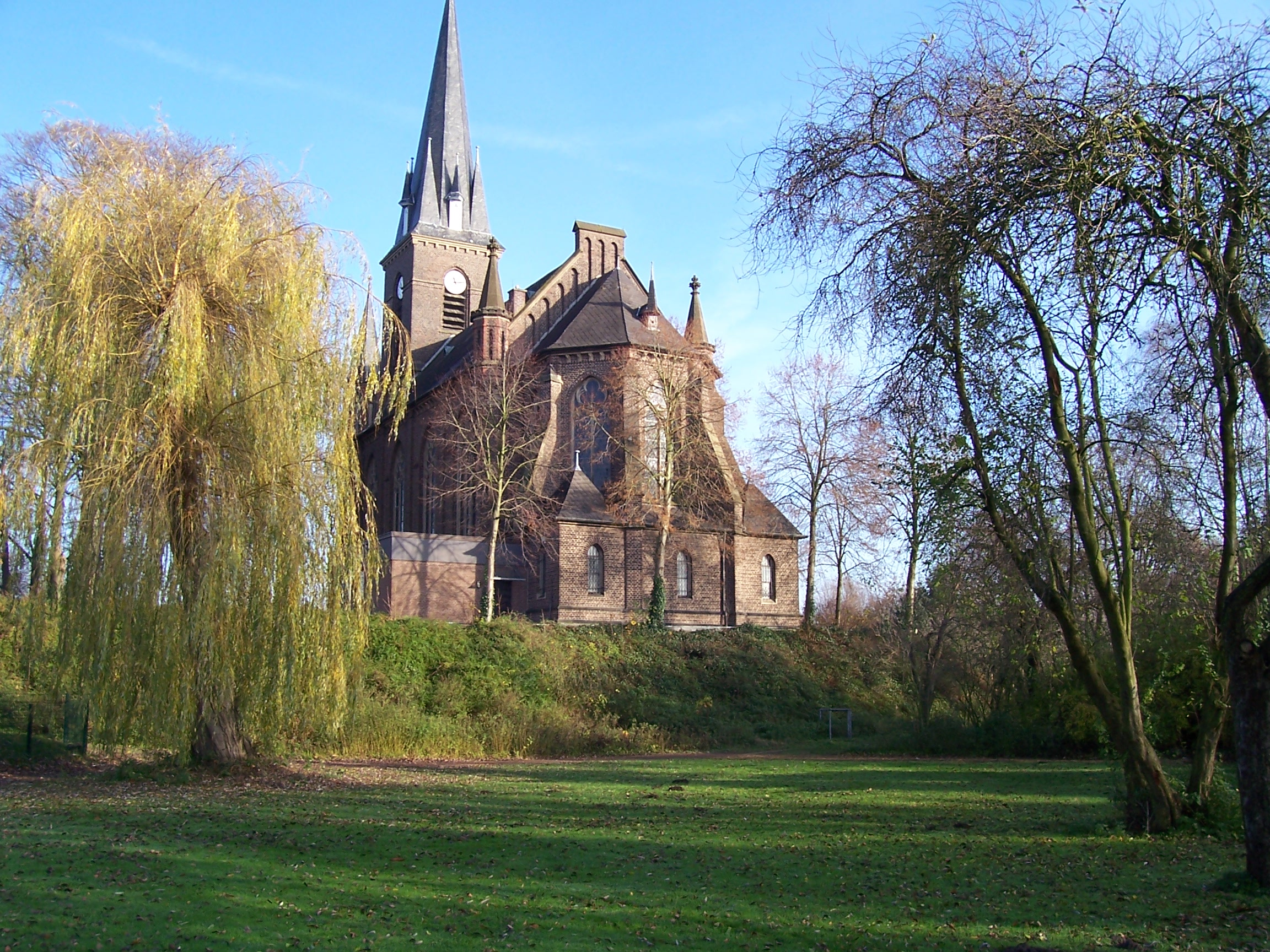
Die Kirche St. Peter und Paul auf dem Burghügel der Burg Werth. Links vor dem kleinen Anbau stand der Bergfried. Im Bildvordergrund verlief ein Arm der Issel.

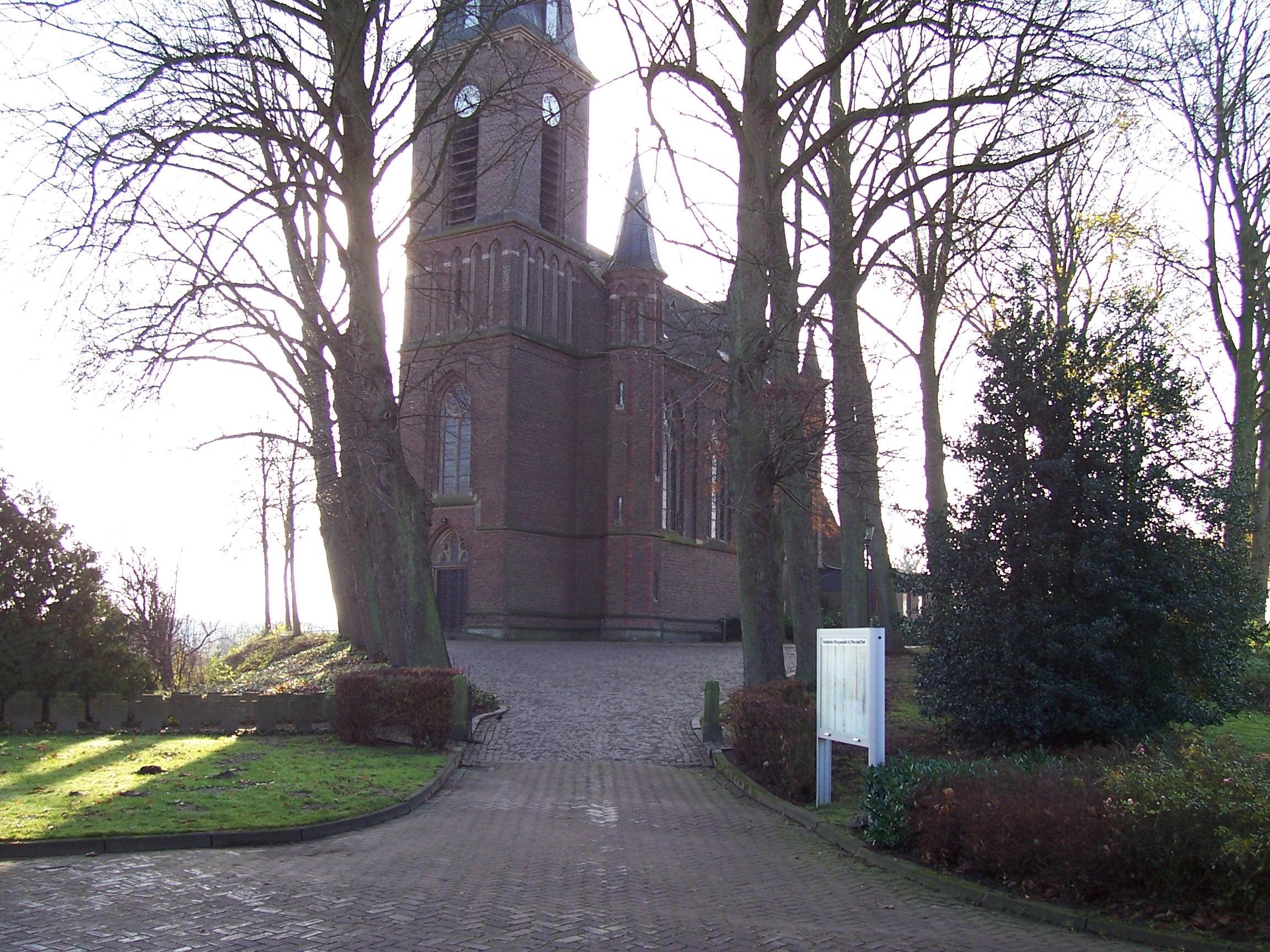
Blick von der ehemaligen Vorburg auf den Burgplatz

Die Burg Werth ist wahrscheinlich aus einer frühmittelalterlichen Turmhügelburg entstanden. 
Es existierte dort ein wichtiger Isselübergang vom Münsterland an den unteren Niederrhein. 
Gleichzeitig bildet die Issel in der Region eine natürliche Grenze. Schon die Römer errichteten hier zur Sicherung des Rheinvorlandes Grenzwälle, die möglicherweise der Klever Landwehr entsprechen, danach markierte die Issel die Grenze der Christianisierung zwischen christlichen Franken westlich und heidnischen Sachsen östlich des Flusses.
Später bildete die Issel die Westgrenze des Bistums Münster, auf der anderen Seite lag das Erzbistum Köln. Die Burg lag rechts der Issel auf Münsteraner Gebiet.
1260 wurde ein Gerhard de Werthe erwähnt, der als bischöfliches Lehen einen Zehnten aus Gütern bei Vreden, Winterswijk und Dinxperlo besaß. Die Existenz eines Rittergeschlechts zu Werth macht die gleichzeitige Existenz einer Burg wahrscheinlich.
1296 wurde die Burg Werth erstmals urkundlich erwähnt. In einer Urkunde vom 3. April 1296 belehnt der Kölner Erzbischof Siegfried von Westerburg den Herrn Heinrich von der Lecke mit einem "Teil des Bruchs, der vor seiner Burg zu Werth liegt und uns gehört". 1311 erhält der Sohn Heinrichs, Peter von der Lecke, das Haus Werth, das er von einem Gerhard von Werth gekauft hatte von Ludwig II., Bischof von Münster, als Lehen. Das erst Peter von der Lecke das Haus Werth kauft schließt nicht aus, dass schon sein Vater Heinrich 1296 im Besitz der Burg war. Möglich wäre dies durch Verpfändung oder Verpachtung. Das 1296 erwähnte Bruchland, das heutige Wertherbruch, liegt links der Issel und gehörte somit zum Erzbistum Köln.
1318 wird die Burg als „castrum Werde“ erwähnt. 1341 kam sie durch Erbschaft an die Herren von Culemborg. 1436 in der klevschen Fehde belagert, wurde die Burg 1437–1438 und 1446 durch Klever Truppen besetzt. 1475 wurde sie als stark befestigt bezeichnet. Der Bischof von  Münster förderte als Lehnsherr den Ausbau gegen die konkurrierenden Herzöge von Kleve auf der anderen Isselseite.

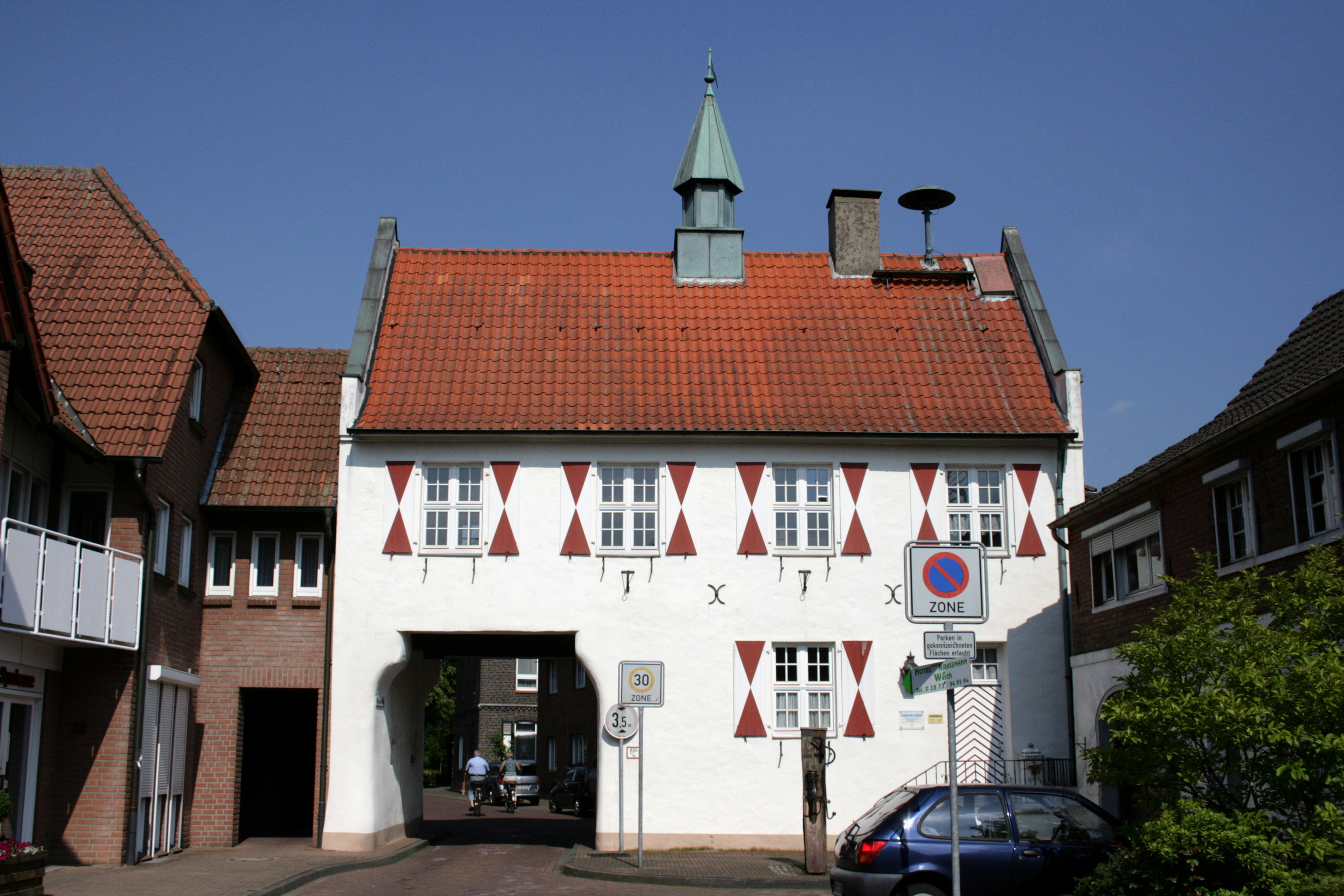
Torhaus, Historisches Rathaus

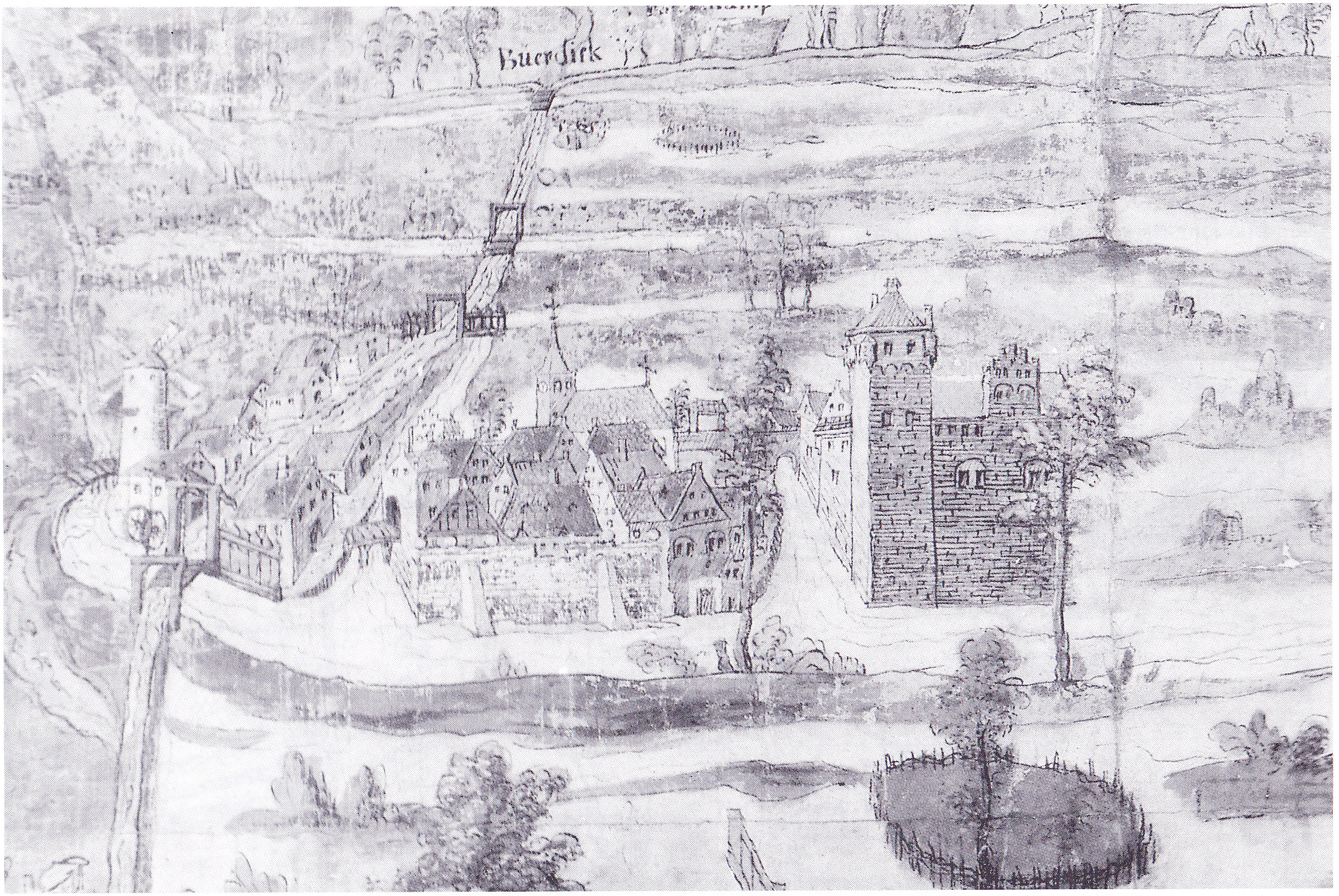
Abbildung des Ortes Werth mit Torhaus (im linken Teil mit Zugbrücke) und Burg aus einer Wasserkarte 16. Jhd

Die Burg wechselte noch mehrmals den Besitzer. Durch Erbschaft ging sie 1509 an das gräfliche Geschlecht von Palland über. Nachdem Werth gemeinsam mit den Grafen zum reformierten Glauben übergetreten war, besetzten spanische Truppen für 15 Jahre die Burg. Die Besetzung fand erst 1596 ein Ende. 1639 kam die Anlage an die Grafen von Waldeck und Pyrmont, später an den Herzog von Sachsen-Hildburghausen. 1688 wurde sie teilweise erneuert. 1709 kaufte der Bischof Franz Arnold von Wolff-Metternich zur Gracht die Burg und Herrschaft Werth für das Hochstift Münster, 1719 wurde den Werther Katholiken ein Teil der Burg zur Abhaltung von Gottesdiensten überlassen. Nachdem die Gebäude 1780 bis auf geringe Reste niedergelegt worden waren, wurde die Burg 1886 bis auf das vorgelagerte, bereits seit dem 16. Jahrhundert als Rathaus genutzte Torhaus abgebrochen und auf den Grundmauern die katholische Peter-und-Pauls-Kirche errichtet.
Das Torhaus wurde in den letzten Wochen des Zweiten Weltkriegs schwer beschädigt. Später erweitert und wieder aufgebaut, diente es bis zu Werths Eingemeindung zur Stadt Isselburg im Jahr 1975 als Rathaus. Das Gebäude verfiel danach, ehe es im Jahre 2011 in Privatbesitz überging und zusammen mit einigen benachbarten mittelalterlichen Bauwerken wiederhergestellt wurde. Das Rathauscarré dient seither als Kulturzentrum.

## Die Anlage

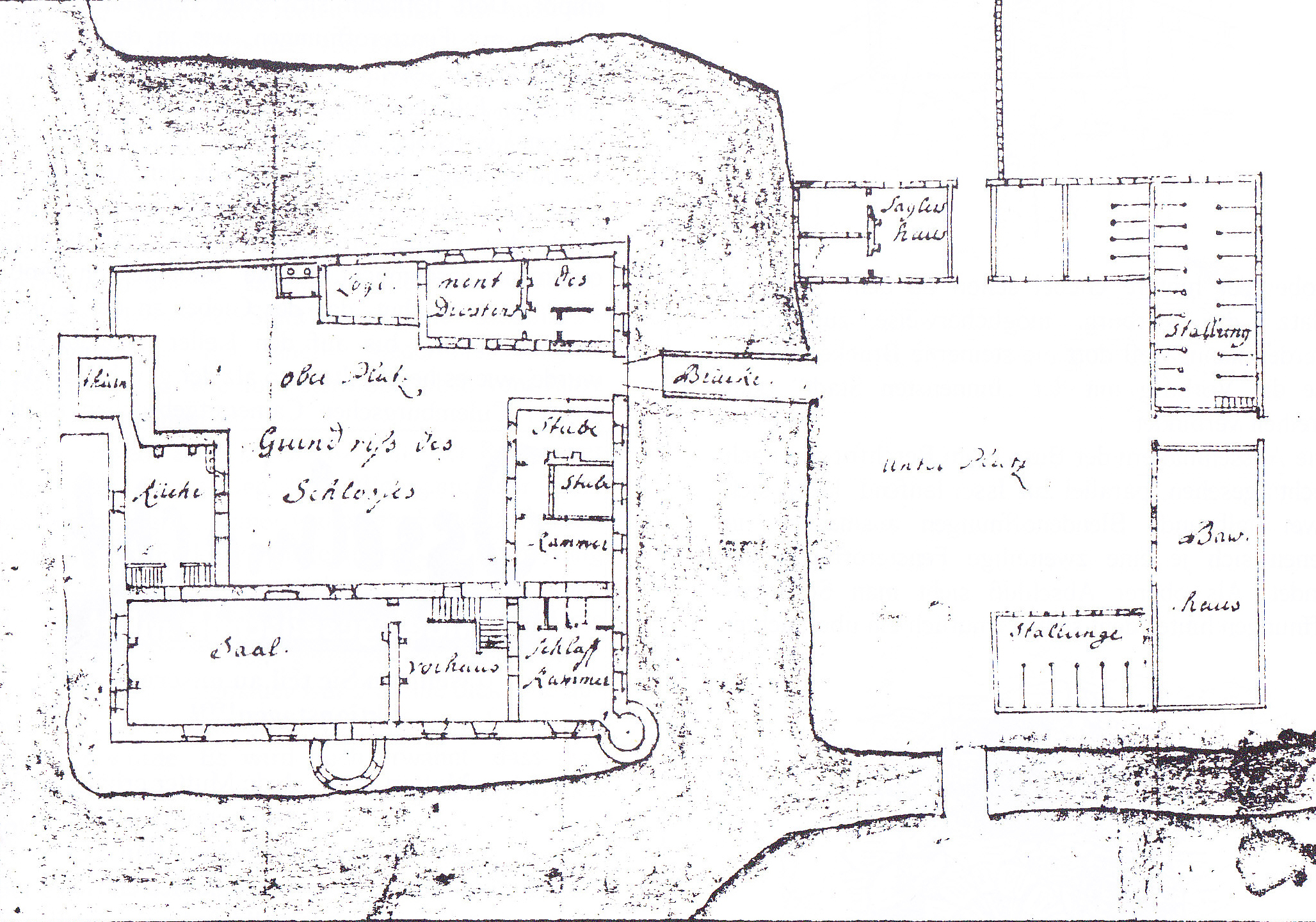
Grundriss der Burg 1740; Norden ist bei dieser Zeichnung rechts.

Während der ersten Ausbauphase in Stein wurde zunächst nur der Bergfried errichtet. Seine massiven Mauern – im unteren Bereich aus Naturstein – erhoben sich auf einer Grundfläche von 9 × 9 Metern. Berichten zufolge war er von „guther defension“ und hatte im obersten Geschoss noch eine Mauerstärke von sechs Fuß, also 1,9 Metern. Bei vier Geschossen kann man dabei im Erdgeschoss eine Mauerdicke vom mehr als drei Metern annehmen. Der Turm war mit sogenannten Pechnasen ausgestattet, im Untergeschoss war das Verlies. 
Die Nebengebäude und die Vorburg wurden zunächst in Fachwerk erbaut. Nur die Fundamente der Gebäude bestanden aus Stein. Unter Johann von Culemborg wurde die Kernburg ab 1410 mit einer Mantelmauer versehen. Schrittweise folgten die aus Stein errichteten Gebäude der Hauptburg. Die Vorburg bestand – wie Handwerkerrechnungen belegen – bis zu ihrem Abbruch aus Fachwerk. Der Burghügel wurde im 16. Jahrhundert nach Westen erweitert, wohl um Platz für die fortschreitende Bebauung des Innenhofes zu schaffen.